# Аранісі
Аранісі (груз. არანისი) — село в Грузії.
За даними перепису населення 2014 року в селі проживає 70 осіб.